# Hadena paranica
Hadena paranica là một loài bướm đêm trong họ Noctuidae.